# La bella e la bestia (film 2014)
La bella e la bestia (La Belle et la Bête) è un film del 2014 diretto da Christophe Gans.
Film fantastico francese con protagonisti Vincent Cassel e Léa Seydoux, è l'adattamento cinematografico dell'omonima fiaba, ed è stato distribuito nelle sale cinematografiche francesi anche in 3D.

## Trama
Francia, 1810. Il signor de Beaufremont, un ricco commerciante, si ritrova in rovina dopo la perdita dei suoi affari in seguito al naufragio delle sue tre navi. Vedovo, è costretto a trasferirsi in campagna dopo aver fallito, con i suoi sei figli. La sua figlia più giovane, Belle, è l'unica felice del cambiamento. Quando una delle navi naufragate viene ritrovata, il mercante si prepara a tornare per reclamare i suoi beni. Mentre le sue due figlie più grandi e viziate gli danno una lunga lista di cose costose da riportare loro, Belle chiede solo una rosa. Il mercante arriva e apprende che la nave e il suo carico sono stati presi per saldare i suoi debiti. Sulla strada di casa si perde e si imbatte nel castello della Bestia, dove tutti i suoi bisogni vengono magicamente soddisfatti, compreso il cibo, gli oggetti che le sue figlie gli avevano chiesto e il suo cavallo ferito, guarito. Se ne va e coglie una rosa nel giardino per Belle. Viene affrontato dalla Bestia, che è arrabbiata per aver rubato nonostante l'aiuto della Bestia. Come punizione, la Bestia chiede "una vita per una rosa": esige che il mercante ritorni dopo aver salutato i suoi figli. Dopo aver appreso della sorte di suo padre, Belle, sentendosi responsabile, prende il suo posto.
Al castello, Belle si prepara a essere sacrificata al posto del padre: ma invece di ucciderla, la Bestia la tiene prigioniera nel suo regno boscoso e magico. Gli viene dato il permesso di vagare per i giardini, ma deve cenare con la Bestia ogni sera. Quella notte, Belle ha un sogno che rivela il passato della Bestia: un tempo era un ricco principe a cui gli piaceva cacciare, ma spesso ignorava la sua bella principessa che lo ama ma era sola. Il principe è alla ricerca di uno sfuggente cervo dal manto d'oro, e quando la principessa gli chiede di smettere di dargli la caccia, lui promette di farlo se gli darà un figlio. A cena, la Bestia tenta di ammaliarla, solo per essere respinta, cosa che lo fa arrabbiare. Successivamente si scusa per il suo comportamento. Belle dice che ballerà con lui se le sarà permesso di vedere la sua famiglia un'ultima volta. La Bestia chiede l'amore di Belle, ma lei chiede prima di vedere la sua famiglia. Quando lui rifiuta, lei inizia a denigrarlo del fatto che nonostante i suoi modi e i suoi abiti, rimane comunque una bestia senza cuore, facendolo andare via adirato. Quella notte, Belle tenta di scappare solo perché la Bestia la raggiunga sul lago ghiacciato. Mentre Belle viene bloccata, la Bestia tenta di baciarla quando il ghiaccio sotto di lei si rompe. La salva e la riporta al castello. Accetta di lasciarla tornare a casa, dandole una piccola fiala di acqua curativa. Afferma che se lei non torna da lui entro un giorno ne morirà; da ciò Belle capisce che la Bestia si è innamorato di lei e gli promette che sarà di ritorno per la loro cena.
Belle torna a casa, dove suo padre è costretto a letto e sta morendo. Suo fratello maggiore, Maxime, trova un gioiello sui suoi vestiti. Immaginando che il castello possa contenere altri tesori, vuole ottenerlo per saldare il suo debito con il bandito Perducas. Conduce Perducas e la sua banda al castello. Belle fa un altro sogno su come il principe ha infranto la sua promessa alla principessa e ha ucciso il cervo d'oro. Mentre moriva, la cerva si trasformò nella principessa, rivelando di essere la Ninfa dei boschi divenuta umana perché voleva sperimentare l'amore. Suo padre, il Dio della Foresta, trasformò il principe in una bestia come punizione, proclamando che solo il vero amore di una donna avrebbe spezzato la maledizione della Bestia. Belle dà a suo padre la fiala d'acqua, guarendolo. Va al castello con il fratello minore Tristan, arrivando proprio mentre la Bestia sta per uccidere gli invasori. Si ferma quando lei implora pietà. Perducas accoltella la Bestia, ferendolo mortalmente con la stessa freccia d'oro usata per uccidere la principessa anni fa. All'improvviso, le viti spuntano attorno al castello. Perducas viene ucciso dalle viti e trasformato in un albero umano. Belle e i suoi fratelli mettono la Bestia nella pozza d'acqua curativa. Morendo, la Bestia chiede se Belle potrà mai amarlo, e lei ribatte che lei lo ama già. Dichiarando ciò, Belle spezza la maledizione: i rampicanti si ritirano e la Bestia si trasforma di nuovo nella sua forma umana.
La storia viene raccontata da Belle ai suoi due figli piccoli. Vivono nella stessa casa di campagna, con il padre di Belle, che ora è un commerciante di fiori. Belle esce per salutare suo marito, il principe, e i due si abbracciano.

## Personaggi
- Belle de Beauffremont: è una ragazza bellissima e genuina, dolce e candida, ma anche audace e testarda. Si sacrifica al posto del padre per essere tenuta prigioniera dalla Bestia. Cerca di scoprire la storia della sua "prigione", e ogni notte dei sogni le rivelano il passato della Bestia. Ogni giorno indossa un abito diverso (uno bianco, squisito ed elegante, uno verde smeraldo, splendido, uno blu notte, meraviglioso, uno rosso e così via) e ogni sera alle sette incontra la Bestia per cenare.
- La Bestia / il Principe: un essere spaventoso e misterioso, che dimora in una terra magica e sconosciuta. La Bestia nasconde un passato triste ed orribile, di cui fa parte la maledizione che lo costringe a vivere nelle sembianze di un mostro. Incantato dalla bellezza e dal coraggio di Belle, le regala ogni giorno un tipo diverso di abito, ogni sera le fa trovare una cena maestosa e, inoltre, le permette di passeggiare nel suo palazzo e nei dintorni. Il suo amore viene però il più delle volte nascosto dalla sua ambiguità e dalla sua natura animalesca.
- Monsieur de Beauffremont: è il padre di Belle, un ricco mercante caduto in disgrazia. Tiene ai suoi figli, ma la sua preferita è Belle. È il ladro di una delle rose della Bestia.
- Perducas: losco e meschino, è un furfante avido ed egoista che ha un conto in sospeso con il fratello maggiore di Belle, Maxime de Beauffremont.
- Astrid: donna saggia e amante di Perducas, è una veggente che possiede poteri magici reali che le fanno prevedere il futuro o la mettono in guardia da pericoli.
- La Principessa: una donna bella e pura, che un tempo era l'amore del principe (ormai Bestia). Purtroppo il Principe finisce involontariamente per ucciderla, tormentandosi così per il rimorso e per la disperazione. Per questo, come punizione per tale assassinio, il Principe viene trasformato in una Bestia. L'uccisione della principessa, per le modalità dell'assassinio, sembra essere ispirato alla leggenda franco-provenzale medievale del "Complainte de la blanche biche"[1]
- Tadum: piccole creature simpatiche ed indifese, somiglianti a dei cani. Diventeranno grandi amici di Belle durante la sua permanenza al castello.

## Produzione
Il budget del film è stato di circa 33 milioni di dollari.
Le riprese sono iniziate nel novembre 2012 e si sono svolte tra Francia e Germania (negli Studios Babelsberg di Potsdam) mentre le sequenze non in studio sono state realizzate all'interno del parco Sanssouci, sempre a Potsdam.

## Distribuzione
Il primo trailer del film viene diffuso il 3 dicembre 2013. La pellicola è stata distribuita nelle sale cinematografiche francesi a partire dal 12 febbraio 2014, mentre in quelle italiane è arrivata il 27 febbraio. La pellicola è stata inoltre presentata al Festival internazionale del cinema di Berlino il 13 febbraio 2014.
Nell'edizione italiana del film il Principe / Bestia è doppiato da Roberto Pedicini, ovvero lo stesso doppiatore che ha prestato la voce a Gaston nell'adattamento Disney della fiaba.

## Riconoscimenti
- 2014 - European Film Awards
  - Candidatura per il premio del pubblico al miglior film europeo
- 2015 - Premio César
  - Migliore scenografia a Thierry Flamand
  - Candidatura per la migliore fotografia a Christophe Beaucarne
  - Candidatura per i migliori costumi a Pierre-Yves Gayraud